# Theresa Cliff-Ryan
Theresa Cliff-Ryan, née le 19 juin 1978 à Cedar Springs dans le Missouri, est une coureuse cycliste américaine. Championne panaméricaine de la course aux points en 2010, elle a été médaillée de bronze du championnat panaméricain sur route de 2011 et championne des États-Unis du critérium en 2011 et 2012.

## Palmarès
- 2007
  - Tour of Somerville
- 2008
  - International Cycling Classic :
    - Classement général
    - 1re, 3e, 4e et 7e étapes

  - 2e du championnat des États-Unis du critérium
- 2009
  - 2e du Tour of Somerville
- 2010
  -  Championne panaméricaine de la course aux points
  - Tour of Somerville
  - 2e étape de la Redlands Bicycle Classic
  - 3e de la Liberty Classic
- 2011
  -  Championne des États-Unis du critérium
  - Tour of Somerville
  -  Médaillée de bronze du championnat panaméricain sur route
  - 3e du Grand Prix cycliste de Gatineau
- 2012
  -  Championne des États-Unis du critérium
  - 1re étape de l'Exergy Tour
- 2013
  - 3e du championnat des États-Unis du critérium